# Abdullah Mehsud
Abdullah Mehsud (en pachto : عبدالله مهسود ou en ourdou : عبدالله محسود), né en 1974 dans le Waziristan du Sud et mort le 24 juillet 2007 à Zhob, est un chef militaire taliban pakistanais. Il est surtout connu pour avoir dirigé un groupe d'insurgés au Pakistan. 
Membre de la tribu pachtoune « Mehsud » du Waziristan du Sud dans les régions tribales, il s'est engagé auprès des talibans dans la guerre d'Afghanistan avant d'être capturé en 2001. Il passe ensuite deux ans en détention au camp de Guantánamo avant d'être libéré et de devenir une figure de l'insurrection islamiste au Pakistan. Il est mort lors d'une opération militaire de l'armée pakistanaise le 24 juillet 2007 dans le nord de la province du Baloutchistan.

## Jeunesse et vie privée
Abdullah Mehsud est né en 1974 sous le nom de Noor Alam dans le village de Nano, situé au Waziristan du Sud au sein des régions tribales, dans le Nord-Ouest du Pakistan. Il est un membre de la tribu pachtoune Mehsud, originaire de cette région. Il est sous l'autorité de Baitullah Mehsud, puissant chef tribal. Il aurait fait ses études à Dera Ismail Khan et Peshawar, ville dans laquelle il se lie avec des militants talibans et rejoint leur cause.

## Activisme djihadiste

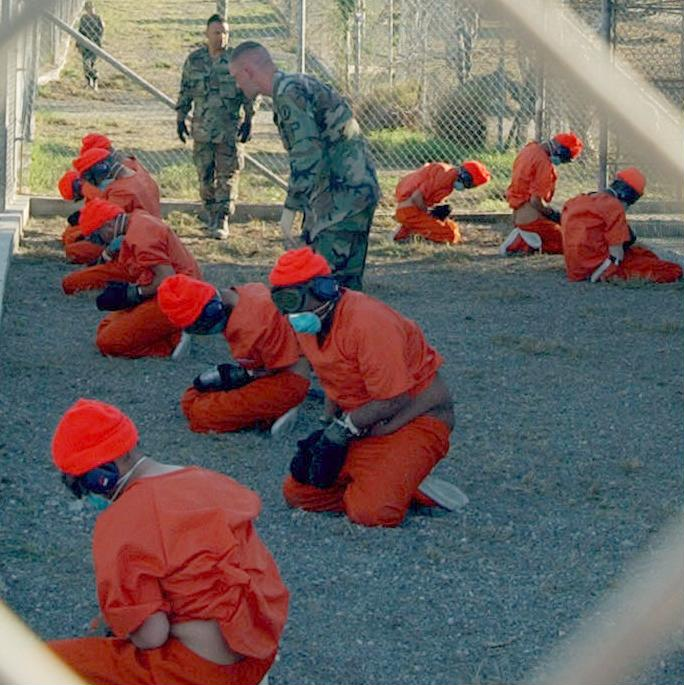
Détenus du camp de Guantánamo en janvier 2002.

Abdullah Mehsud commence à se battre en Afghanistan dans les années 1990 en rejoignant les talibans qui affrontent l'Alliance du Nord dans le cadre d'une guerre civile débutée en 1992. En 1996, il perd une jambe en marchant sur une mine peu avant la prise de Kaboul. En 2001, alors que l'intervention militaire occidentale en Afghanistan débute, il est capturé à Kunduz en décembre 2001 dans le cadre de l'opération Enduring Freedom par le chef de guerre afghan Abdul Rachid Dostom. Il est ensuite rapidement transféré aux forces américaines, avant d'être envoyé au camp de Guantánamo.
Après avoir passé un peu plus de deux ans en détention, Abdullah Mehsud est remis aux autorités pakistanaises en 2004 qui le libèrent alors rapidement, en mars 2004. Il aurait en effet été considéré comme un prisonnier présentant peu d'intérêts. Il rejoint immédiatement le Waziristan du Sud et reprend la lutte contre les forces occidentales en Afghanistan. Il devient commandant en prenant la tête d'une force de 5 000 hommes et entre en rivalité avec celui qui était théoriquement son supérieur, le chef taliban Baitullah Mehsud qui l'aurait soupçonné d'être un agent double.
Alors que le pouvoir des talibans en général et d'Abdullah Mehsud en particulier commencent à prendre de l'importance au sein des régions tribales, des tensions se développent avec le pouvoir pakistanais. En effet, à la fin de l'année 2004, les hommes d'Abdullah capturent deux ingénieurs chinois travaillant dans la région sur un barrage, probablement afin de faire pression sur le Pakistan afin qu'il libère des prisonniers. L'un des otages sera tué lors d'une opération de sauvetage de l'armée pakistanaise et la tête Abdullah Mehsud est alors mise à prix cinq millions de roupies par le pouvoir. Le gouvernement négocie pourtant notamment avec Abdullah Mehsud des accords de paix en 2005 et 2006 mais les tensions demeurent. En 2005, le président Pervez Musharraf annonce qu'Abdullah Mehsud a été tué par l'armée mais l'information se relève rapidement fausse. En avril 2007, il est accusé d'avoir organisé un attentat qui tue une trentaine de personnes à Charsadda alors que l'homme politique Aftab Ahmad Sherpao était visé.

## Mort
En 2007, les affrontements entre les insurgés talibans et l'armée pakistanaise redoublent alors que les accords de paix volent en éclats lors de l'assaut de la Mosquée rouge d'Islamabad au début de mois de juillet. Le 24 juillet, Mehsud et certains de ses hommes sont encerclés par l'armée pakistanaise dans une maison située dans le district de Zhob, dans la province du Baloutchistan. Alors que trois de ses hommes sont capturés dont son frère, il préfère éviter son arrestation et se suicide en se faisant exploser avec une grenade. L'opération est alors montrée en exemple par les autorités pakistanaises pour démontrer sa capacité à lutter contre les talibans et refuser toute intervention étrangère, dans un contexte de pressions des États-Unis pour que le Pakistan accentue sa lutte contre les insurgés. 